# Eschert
Eschert (Duits: Escherz) is een gemeente en plaats in het Zwitserse kanton Bern, en maakt deel uit van het district Jura bernois.
Eschert telt 364 inwoners.